# Porta de Pile
La porta de Pile a Dubrovnik (Croàcia) és l'accés a la ciutat vella (Grad) des del barri de Pile, que avui forma el nucli central de la ciutat de Dubrovnik. La vella ciutat emmurallada només tenia dues portes, una per Pile i una altra per Ploče, cosa que feia molt difícil conquerir la ciutat.